# 에비에이션 세이프티 네트워크
에비에이션 세이프티 네트워크(영어: Aviation Safety Network, ASN)는 항공 사고, 사건, 납치에 관한 데이터를 모은 웹 사이트이다. 항공 사고 · 사건 조사 보고서, 보도나 사진, 통계 등 10,700건 이상의 데이터를 정리하고 있다.

## 연혁
1996년 하로 랜터 (Harro Ranter)에 의해 에비에이션 세이프티 웹 페이지스(Aviation Safety Web Pages)로 시작되었다. 1998년 8월부터는 파비안 루한(Fabian Lujan)도 협력했다. 1999년에 웹사이트 명을 현재 이름으로 바꾸었다.